# Qwant Causes
Qwant Causes était un moteur de recherche solidaire respectant la vie privée de ses utilisateurs, développé par Qwant.

## Description
Qwant Causes était un mode optionnel du moteur de recherche Qwant qui permettait à ses utilisateurs de financer des associations reconnues d'utilité publique, d'intérêt général ou encore des fondations et fonds de dotations, sans pour autant être tracé. Ce moteur de recherche reprenait l'index de Qwant mais y ajoutait des publicités supplémentaires pour pouvoir financer ces associations sans affecter son chiffre d'affaires. À chaque recherche, l'utilisateur générait des points appelés « Qoz », c'est-à-dire une petite somme d'argent qui était reversée aux associations choisies par l'utilisateur, ou sélectionnées par la communauté Qwant Causes, à la fin de chaque mois, et ce dès le premier centime.
Contrairement à ses concurrents, il n'imposait pas de se créer un compte et de s'y connecter pour reverser les micro-dons aux associations présélectionnées par la communauté ou choisies comme favorites par l'utilisateur, même si cela restait optionnel et encouragé pour le confort d'utilisation.
100 % des revenus générés grâce aux publicités supplémentaires ont été reversées aux associations. Le versement de l'argent était assuré, quatre mois après avoir été collecté, par HelloAsso qui avait noué un partenariat avec Qwant Causes.
Fermé le 30 avril 2020, le service annonce avoir permis de donner plus de 48 878 euros répartis entre plus de 956 associations depuis son lancement.
Dans son centre d'aide, Qwant s'explique.

## Chronologie
Fin février 2019, Qwant Causes est annoncé lors du Mobile World Congress.
Le 14 mai 2019 Qwant Causes est lancé.
Le 30 avril 2020, le moteur de recherche Qwant Cause est fermé car, selon Qwant, "son usage reste insuffisant à l’égard des enjeux sociétaux et associatifs adressés".

## Valeur d'un Qoz
La valeur d'un « Qoz » est d'environ 0,005 € d'après le rapport de septembre 2019.